# Crocomela conscita
Crocomela conscita är en fjärilsart som beskrevs av Druce 1903. Crocomela conscita ingår i släktet Crocomela och familjen björnspinnare. Inga underarter finns listade i Catalogue of Life.